# 千鳥飛行場跡
千鳥飛行場跡は、東京都硫黄島にあった、硫黄島付近で1番大きな飛行場の跡地。
太平洋戦争によって破壊され、今は草むらにすっぽりと埋もれてしまって、確認するのは困難である。
また、もし確認できたとしても、千鳥飛行場のほとんどは滑走路なので、これと言った建造物もない。

## 参考
https://books.google.co.jp/books?id=N-wGReWC9TYC&pg=PA29&lpg=PA29&dq=%22%E5%8D%83%E9%B3%A5%E9%A3%9B%E8%A1%8C%E5%A0%B4%22&source=bl&ots=uuGsSMnYSX&sig=ACfU3U1yE0adZPXYmTxu4Dx3uuYQHP1ixw&hl=ja&sa=X&ved=2ahUKEwickbiUzef2AhVEsFYBHXoNC7EQ6AF6BAgqEAM#v=onepage&q=%22%E5%8D%83%E9%B3%A5%E9%A3%9B%E8%A1%8C%E5%A0%B4%22&f=false